# فلوریندا دانر
فلوریندا دانر گرا (به انگلیسی: Florinda Donner-Grau) زادهٔ ۱۹۴۴ با نام اصلی رِجین مارگریتا تال (به انگلیسی: Regine Margarita Thal)، نویسنده و انسان‌شناس آمریکایی و یکی از «شاگردان» دُن خوآن ماتئوس است. او در سال ۱۹۷۷ دکترایش در رشتهٔ مردم‌شناسی را از دانشگاه یوسی‌ال‌ای دریافت کرد و چندین کتاب در مورد شفابخشی بومی و «رؤیا دیدن» نوشته‌است.

## زندگی‌نامه
فلوریدا دانر گرا یکی از رویابین‌های گروه ناوال کارلوس کاستاندا و هم‌چنین یکی از بنیان‌گذاران تنسگریتی (شکل مدرن شدهٔ حرکات جادویی) است. فلوریندا دانر به همراه تایشا آبلار و کارول تیگز، به ناوال کارلوس کاستاندا در بنیان‌گذاری تنسگریتی کمک می‌کردند. تنسگریتی سیستمی است که امروزه تمرین‌کنندگان فراوانی از آن پیروی می‌کنند.

## رؤیا بین
فلوریندا دانر، یک رویابین و یک انسان‌شناس منحصر به‌فرد هست؛ و کتاب «در رؤیا بودن» منبع بسیار خوبی رویابینان می‌باشد.
به عقیدهٔ او در دنیای روزمرهٔ ما همواره انسان‌هایی هستند که در جستجوی واقعیت‌های دیگر در ناشناخته نفوذ می‌کنند. بی آنکه از دنیا کناره گیرند یا در این روند به خویشتن آسیب رسانند. آنان دنیای ما را دارند و دنیاهای جدیدی را هم به دست می‌آورند.

## آثار
- در رؤیا بودن Being in Dreaming، ترجمه مهران کندری، شابک ۷-۸۶-۵۹۹۸-۹۶۴
- رؤیای ساحره The Witch's Dream- ترجمه مهران کندری، شابک ۸-۱۵-۵۹۹۸-۹۶۴
- شا بانو، Shabono، ترجمه مهران کندری، شابک ۶-۳۲-۸۴۱۷-۹۶۴-۹۷۸